# Filistata xizanensis
Filistata xizanensis är en spindelart som beskrevs av Hu, Hu och Li 1987. Filistata xizanensis ingår i släktet Filistata och familjen Filistatidae.
Artens utbredningsområde är Tibet. Inga underarter finns listade i Catalogue of Life.